# Cydistomyia torresi
Cydistomyia torresi är en tvåvingeart som beskrevs av Ferguson och Hill 1922. Cydistomyia torresi ingår i släktet Cydistomyia och familjen bromsar. Inga underarter finns listade i Catalogue of Life.